# Manoir de Friskala
Le manoir de Friskala (en finnois : Friskalan kartano) est un manoir situé dans le quartier Friskala de l'île d'Hirvensalo à Turku en Finlande.

## Présentation
Le manoir de Friskala est situé sur le versant sud de la colline au nord de l'île d'Hirvensalo, le long de la route menant à Kakskerta.
C'est le seul manoir historique de l'île. 
L'histoire du manoir de Friskala remonte au XVe siècle et, au cours de son histoire, a appartenu à la cathédrale de Turku et à plusieurs familles nobles, telles que De la Gardie, Fleming, Finck, Frese, Kurck, Posse et Tavast et à la famille Fresen ou Frisk d'origine allemande, d'où vient le nom Friskala. 
De nombreuses nouvelles rues de Friskala portent le nom des anciens propriétaires du manoir.
Les bâtiments actuels du manoir datent principalement des XVIIIe et XIXe siècles et font donc partie des plus anciens bâtiments résidentiels de Turku. 
Le plus ancien des bâtiments du manoir est le bâtiment de l'aile ouest, construit en 1754.
La ville de Turku a racheté le manoir en 1965, après quoi il a, entre autres, fonctionné comme poste de police montée de la ville de Turku.
En 1994, le manoir est devenu propriété privée, et le bâtiment principal d'environ 500 mètres carrés accueille jusqu'à 100 personnes pour des fêtes ou des mariages,.

## Protection
La baie Friskalanlahti, située devant du manoir de Friskala, est une réserve naturelle Natura 2000 et un site de nidification d'oiseaux respecté au niveau national appartenant au réseau ZICO, où nichent jusqu'à cinquante espèces,. 
La réserve naturelle de Friskalanlahti et le manoir de Friskala, d'une valeur culturelle et historique, forment un paysage précieux, avec les champs et les pâturages, les prairies côtières et la baie maritime.